# Atelopus chrysocorallus
Atelopus chrysocorallus är en groddjursart som beskrevs av La Marca 1996. Atelopus chrysocorallus ingår i släktet Atelopus och familjen paddor. IUCN kategoriserar arten globalt som akut hotad. Inga underarter finns listade.